# 鷹島 (長崎縣)

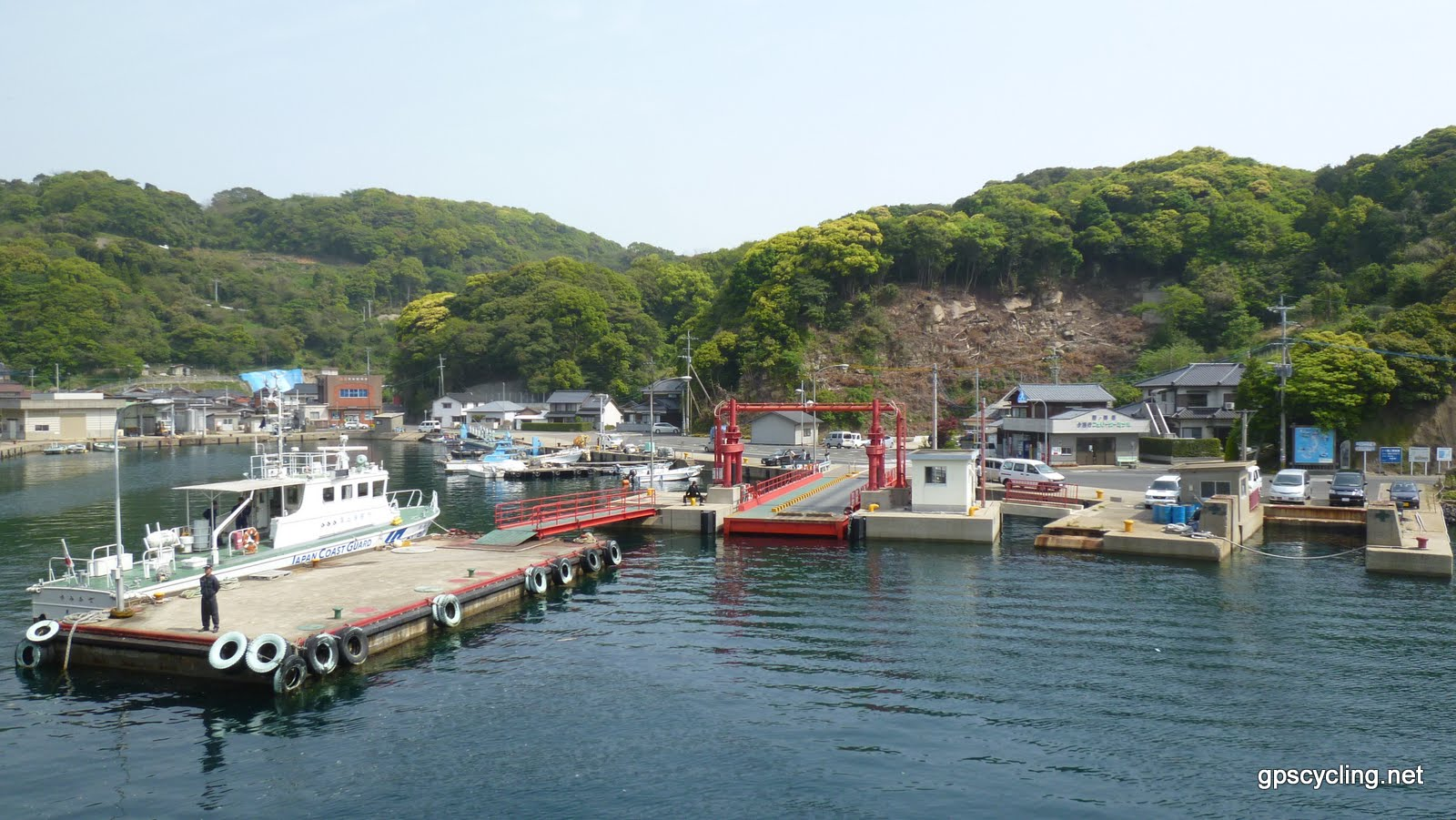
殿之浦港

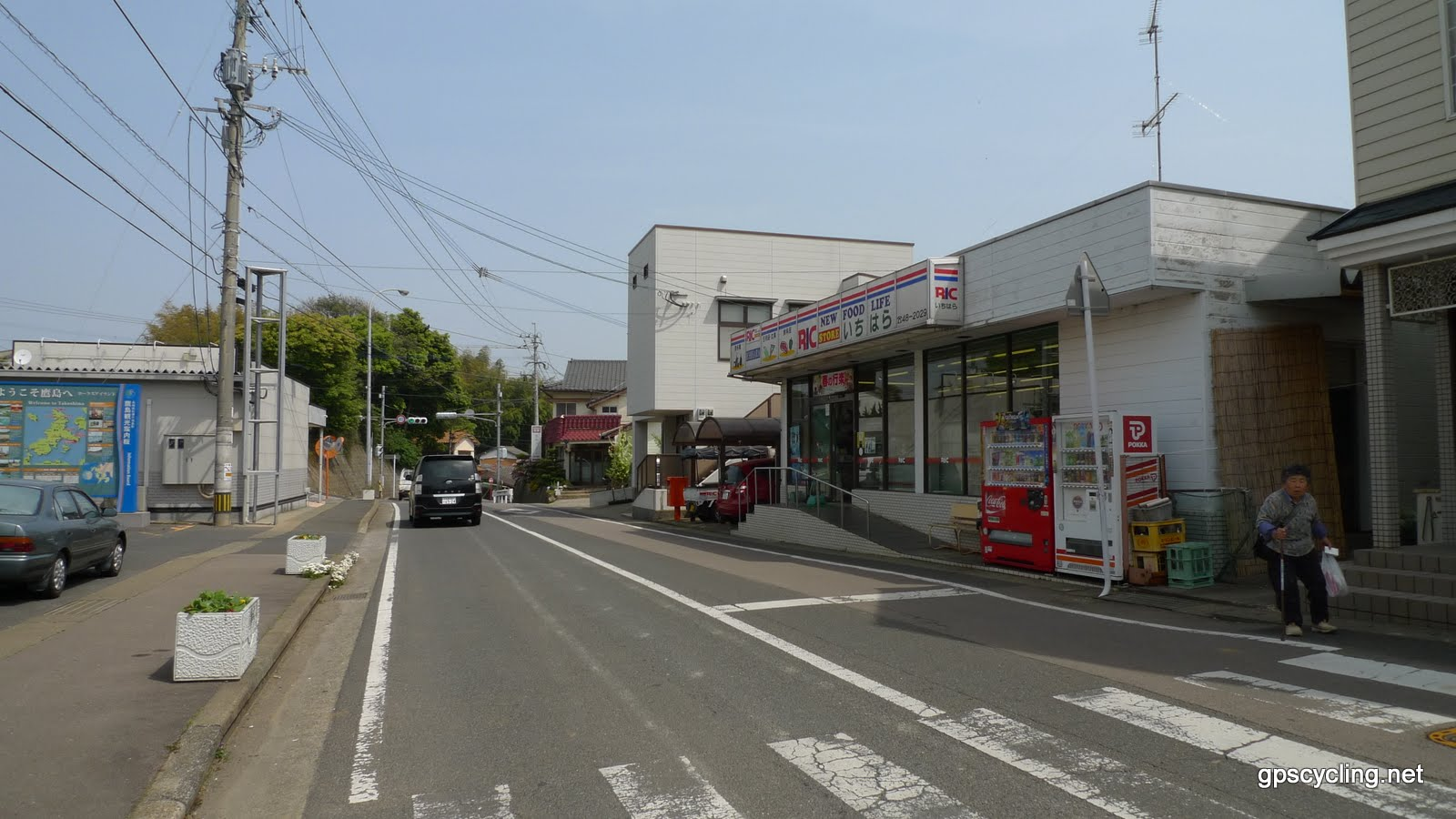
中通免

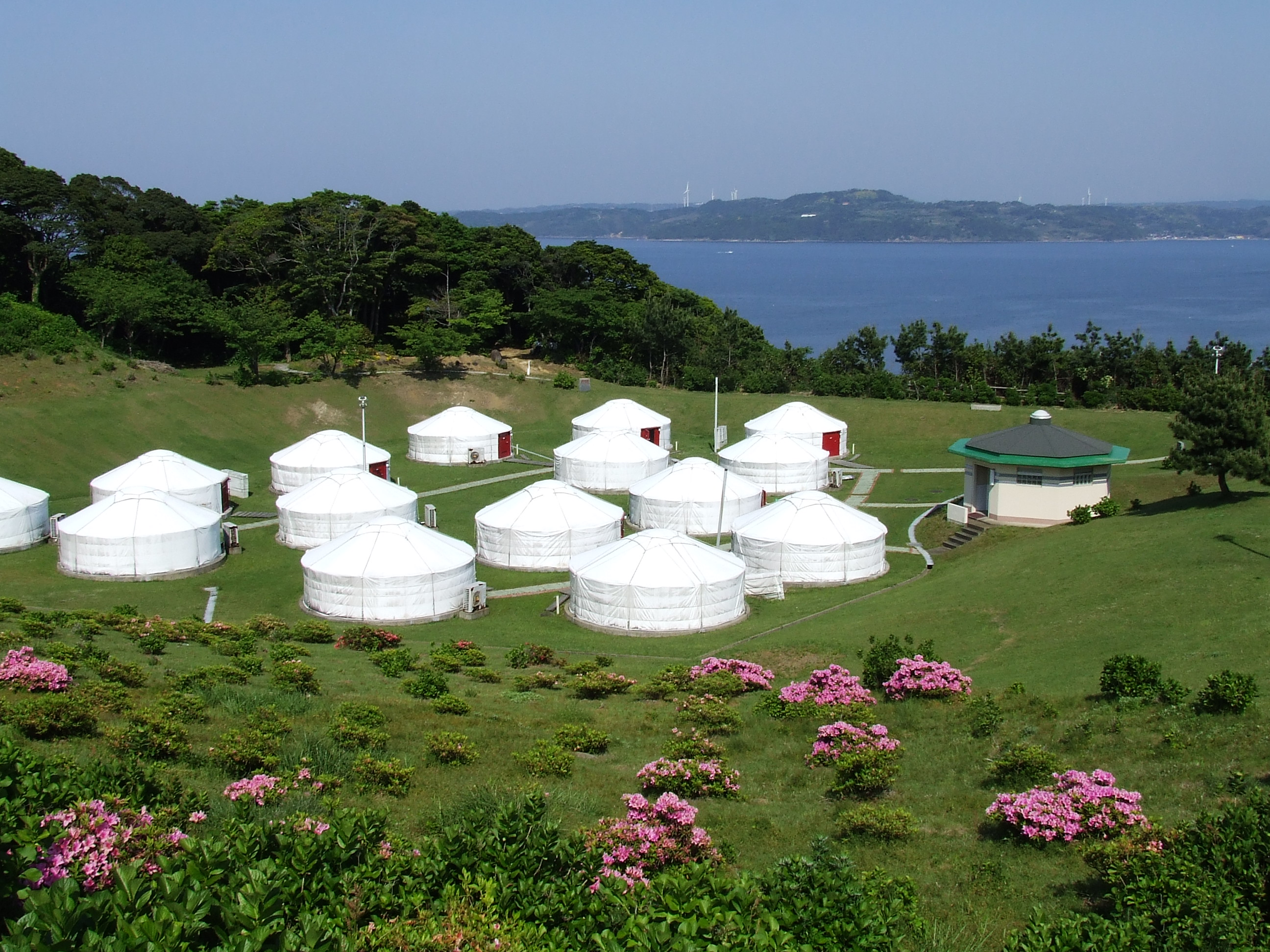
鷹島蒙古村

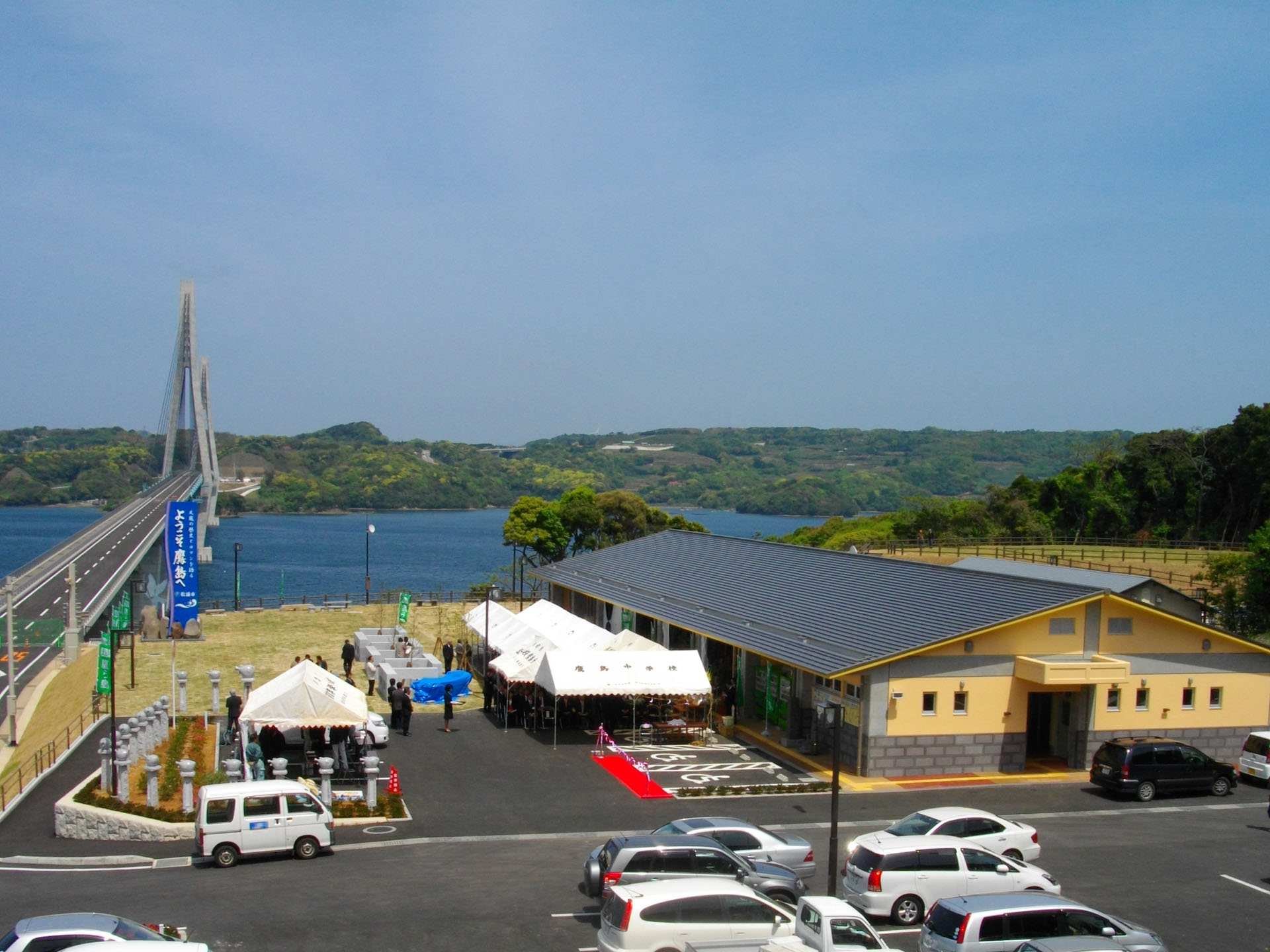
鷹島道之驛

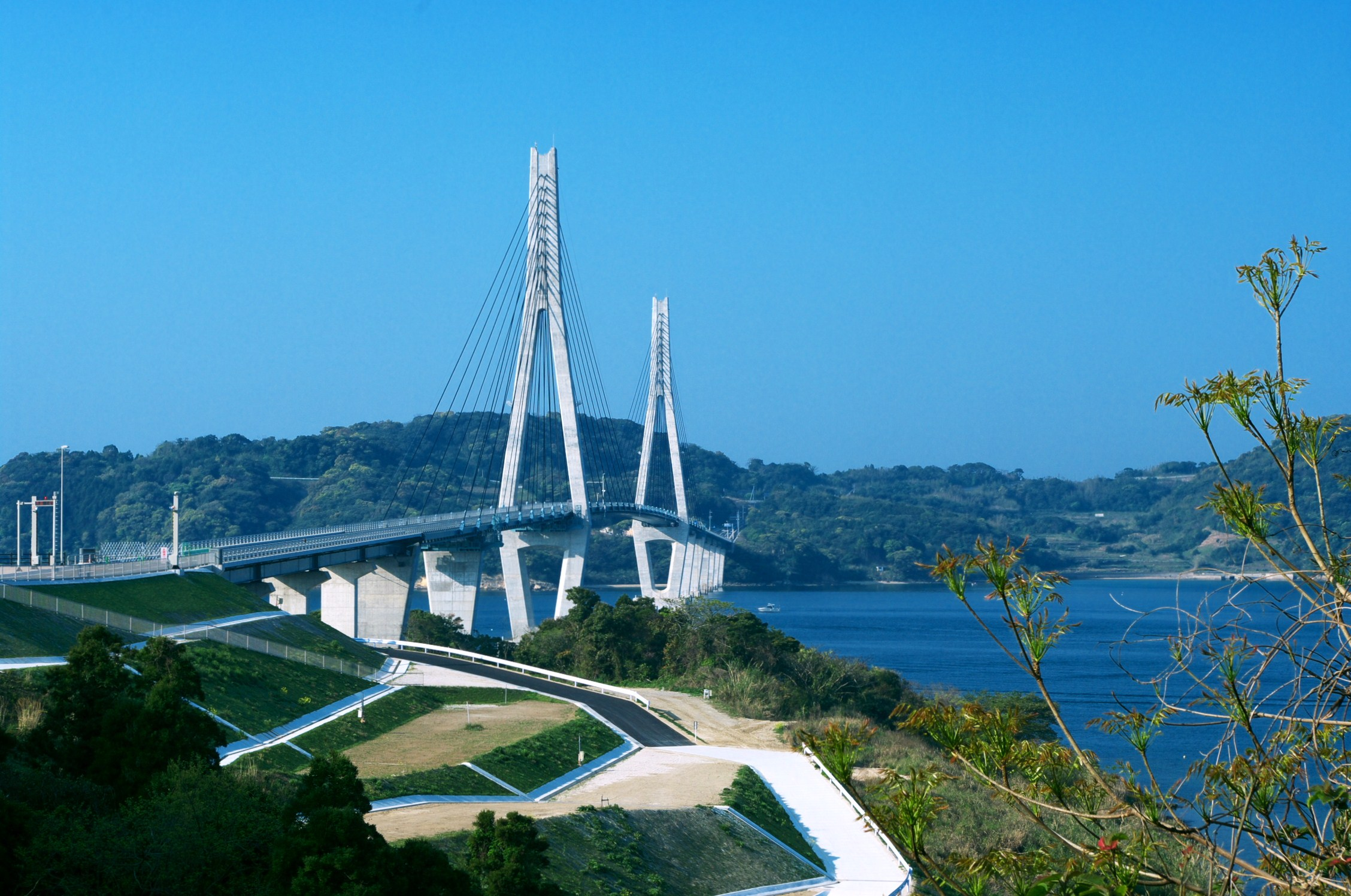
鷹島肥前大橋

鷹島（日语：たかしま），是位於日本九州北西部伊萬里灣口的島嶼，隸屬於長崎縣松浦市。

## 地理

### 概要
- 面積：約16.36平方公里[2]
- 人口：1,838人[3]（截至2021年10月）

鷹島東西長約5公里，南北長約13公里。南方的牧之岳是該島最高處，標高117公尺。
該島的地層以第三紀形成的砂岩層為基礎，上層覆蓋高約50公尺的熔岩台地，由玄武岩構成。海岸線多為谷灣，也有部分受海水侵蝕形成的崖地。

## 產業
該地的主要產業為農業和漁業，當地居民利用台地上較平坦處為農耕地。同時，從熔岩台地中切割出的玄武岩又被稱作「阿翁石」，在九州北部經常被作為墓碑的石材。

## 交通

### 至島上的交通
橫跨日比水道的鷹島肥前大橋，連接了鷹島與佐賀縣唐津市的肥前町，是該島對外唯一的陸路交通管道。該橋於2009年4月18日開通，使得巴士、家用車等陸上交通工具得以直接往來鷹島與九州本島，而於4月20日，由昭和自動車經營，往來鷹島與唐津市肥前町的公車路線也開始營運。
水路方面，有兩條由鷹島汽船所營運的渡輪路線：第一條自松浦市今福港至鷹島的殿之浦港（途經飛島），第二條則從松浦市御厨港至鷹島的船唐津、阿翁兩處（途經青島、黑島）。過去曾經也有自唐津市星賀港至鷹島日比港的航線，但隨著鷹島肥前大橋開通，該線目前已被廢止。

### 島內交通
島上有由松浦市營公車營運的公車路線。

## 著名景點
鷹島曾經是兩次元日戰爭的最前線，因此，許多當地景點皆與此事件相關。
- 鷹島蒙古村
- 元寇遺跡
- 白濱海水浴場
- 龍面庵：傳說中是1281年的弘安之役中，鎮西奉行（官職名）少弐経資的弟弟，少弐景資設立主要軍營之處[7]。
- 對馬小太郎之墓：在文永之役中，小太郎是宗助國的家臣，他將元軍自對馬島來襲的消息通報給大宰府，並在與元軍的爭戰中重傷而自刎。依照他留下的遺言，他被葬於一座能夠對望對馬島的丘陵上[8]。
- 開田七人塚（悲墳塚）：元軍在山中搜查時，發現了住有八人大家族的屋子，其中七人最終被殺害。由於洩漏蹤跡的原因是家戶中飼養的雞隻，在開田從此有著不養雞的習俗[9]。

## 鷹島與元日戰爭
鷹島與兩次的元日戰爭有相當深的關係，在文永之役中，元軍曾經於鷹島登陸，殺害當地住民。後來，又發生了弘安之役，日本軍集結對抗從平戶島推進到鷹島的元軍，發生了一場海戰。（鷹島沖海戰）
根據《心史》的記載，元軍登陸鷹島後，便在島上修建防禦工事、建立基地，防備日本軍的襲來。最初，他們計劃從平戶島向太宰府進發，但根據《元史》相威傳記載，元軍猶豫不決而遲遲沒有進軍。在這期間，颱風來襲導致元軍損失慘重，諸將領議論後，決定就此撤退。
元軍將領各自搶奪堅實的船隻逃亡，丟下留在島上約10萬的兵卒必須自行建造船隻。此時，日本軍剛好襲來，過程中約有2至3萬的元軍被俘虜或殲滅（鷹島掃蕩戦）。這場戰役之慘烈，在鷹島上的許多地名中依然留存著歷史：首除、首崎、血崎、血浦、刀之元、胴代、死浦、地獄谷、遠矢之原、前生死岩、後生死岩。為此，鷹島有一別名：「元寇終焉之地」。
戰爭期間，有許多沉沒於海底的元軍船隻，學者經由水下考古調查發現了許多遺物，包含刻有八思巴字母的印鑑（管軍総把印）、武器、軍事裝備等。存有許多遺物的南岸一帶已經被劃為「埋藏文化財包藏地」（海岸線外推200公尺，長約7.5公里），部分文物可以在松浦市立鷹島歷史民俗資料館以及鷹島埋藏文化財中心中看到。
2011年，琉球大學教授池田榮史展開對鷹島神崎遺跡的調查，研究中首次發現了沉沒軍船的龍骨與外板。

## 外部連結
- 鷹島歴史民俗資料館 （页面存档备份，存于）
- 鷹島埋蔵文化財センター （页面存档备份，存于）